# Spring Creek (Nevada)
Spring Creek es un lugar designado por el censo ubicado en el condado de Elko en el estado estadounidense de Nevada. En el año 2000 tenía una población de 10.548 habitantes y una densidad poblacional de 69,4 personas por km².

## Geografía
Spring Creek se encuentra ubicado en las coordenadas 40°44′48″N 115°35′34″O / 40.74667, -115.59278.

## Demografía
Según la Oficina del Censo en 2000 los ingresos medios por hogar en la localidad eran de $60.109, y los ingresos medios por familia eran $61.650. Los hombres tenían unos ingresos medios de $50.053 frente a los $27.260 para las mujeres. La renta per cápita para la localidad era de $20.606. Alrededor del 4,2% de la población estaban por debajo del umbral de pobreza.